# 九条通
九条通（くじょうどおり）は、京都市の主要な東西の通りの一つ。平安京の南端の九条大路にあたる。東は鴨川の九条跨線橋東詰の東福寺交差点でそのまま東大路通につながり、西は葛野大路通に突き当たる。千本通から西でやや南へ、西大路通からはさらに大きく南に振れていて、平安時代のものとは大きくずれている。
現在の千本通との交差点あたりに羅城門があった。その羅城門は980年（天元3年）に暴風雨で倒壊した後には再建されず、現在は碑が立っているのみとなっている。
1926年（昭和初年）に道路拡幅された。
1939年（昭和14年）京都市電九条線が東大路から西大路まで全通するが、市電は1978年（昭和53年）に廃止となった。
油小路通から壬生川通（京阪国道口）までは国道1号、壬生川通から葛野大路通にかけては国道171号となっている。

## 沿道の主な施設
- 東福寺 - 東福寺交差点（東大路通）南東
- 九条跨線橋［伏見街道（本町通）／京阪本線／奈良線／琵琶湖疏水／師団街道／川端通／鴨川／高瀬川／須原通］
- 京阪本線 - 東福寺駅
- 奈良線 - 東福寺駅
- 東山橋（鴨川 九条跨線橋南側）
- 京都市営地下鉄烏丸線 - 九条駅
- 九条車庫 - 新町通から西洞院通
- 京都府民総合交流プラザ（京都テルサ） - 同上
- 京都府京都南府税事務所 - 西洞院通上ル
- 近鉄京都線 - 東寺駅
- 東寺（教王護國寺） - 大宮通から壬生川通（京阪国道口）
- 京都府立鳥羽高等学校 - 京阪国道口西入
- 京都市立洛陽工業高等学校 - 御前通上ル

## 交差する道路など
- 交差する道路の特記がないものは市道。

| 交差する道路など 北←<九条通り>→南                       | 交差する道路など 北←<九条通り>→南                       | 交差する場所                                            | 交差する場所                                            | 路線番号                                                | 起点から (km)                                           |                  |
| ------------------------------------------------------- | ------------------------------------------------------- | ------------------------------------------------------- | ------------------------------------------------------- | ------------------------------------------------------- | ------------------------------------------------------- | ---------------- |
| 府道143号四ノ宮四ツ塚線<東大路通>東山五条・東山七条方面 | 府道143号四ノ宮四ツ塚線<東大路通>東山五条・東山七条方面 | 府道143号四ノ宮四ツ塚線<東大路通>東山五条・東山七条方面 | 府道143号四ノ宮四ツ塚線<東大路通>東山五条・東山七条方面 | 府道143号四ノ宮四ツ塚線<東大路通>東山五条・東山七条方面 | 府道143号四ノ宮四ツ塚線<東大路通>東山五条・東山七条方面 | 東↑ ∧九条通∨ ↓西 |
| <伏見街道（本町通）>                                    | <伏見街道（本町通）>                                    | 東山区                                                  | 九条跨線橋                                              | 府道143号                                               | -                                                       | 東↑ ∧九条通∨ ↓西 |
| 京阪本線                                                |                                                         | 東山区                                                  | 九条跨線橋                                              | 府道143号                                               | -                                                       | 東↑ ∧九条通∨ ↓西 |
| 奈良線                                                  |                                                         | 東山区                                                  | 九条跨線橋                                              | 府道143号                                               | -                                                       | 東↑ ∧九条通∨ ↓西 |
| 琵琶湖疏水                                              |                                                         | 東山区                                                  | 九条跨線橋                                              | 府道143号                                               | -                                                       | 東↑ ∧九条通∨ ↓西 |
| <師団街道>                                              |                                                         | 東山区                                                  | 九条跨線橋                                              | 府道143号                                               | -                                                       | 東↑ ∧九条通∨ ↓西 |
| <川端通>                                                |                                                         | 東山区                                                  |                                                         | 府道143号                                               | -                                                       | 東↑ ∧九条通∨ ↓西 |
| 鴨川                                                    |                                                         |                                                         |                                                         | 府道143号                                               | -                                                       | 東↑ ∧九条通∨ ↓西 |
| 南区                                                    | 九条跨線橋                                              |                                                         |                                                         | 府道143号                                               | -                                                       | 東↑ ∧九条通∨ ↓西 |
| 南区                                                    | 九条跨線橋                                              | 高瀬川                                                  |                                                         | 府道143号                                               | -                                                       | 東↑ ∧九条通∨ ↓西 |
| 南区                                                    | <須原通>                                                |                                                         |                                                         | 府道143号                                               |                                                         | 東↑ ∧九条通∨ ↓西 |
| 南区                                                    | 国道24号 <河原町通>                                     | 国道24号 <河原町通>                                     | 九条河原町                                              | 府道143号                                               | -                                                       | 東↑ ∧九条通∨ ↓西 |
| 南区                                                    | <高倉通>                                                | <高倉通>                                                |                                                         | 府道143号                                               | -                                                       | 東↑ ∧九条通∨ ↓西 |
| 南区                                                    | 府道115号伏見港京都停車場線 <竹田街道>                  | 府道115号伏見港京都停車場線 <竹田街道>                  | 大石橋                                                  | 府道143号                                               | -                                                       | 東↑ ∧九条通∨ ↓西 |
| 南区                                                    | <烏丸通>                                                | <烏丸通>                                                | 九条烏丸                                                | 府道143号                                               | -                                                       | 東↑ ∧九条通∨ ↓西 |
| 南区                                                    | <室町通>                                                | <室町通>                                                |                                                         | 府道143号                                               | -                                                       | 東↑ ∧九条通∨ ↓西 |
| 南区                                                    | <新町通>                                                | <新町通>                                                | 九条新町                                                | 府道143号                                               | -                                                       | 東↑ ∧九条通∨ ↓西 |
| 南区                                                    | <西洞院通>                                              | <西洞院通>                                              | 九条西洞院                                              | 府道143号                                               | -                                                       | 東↑ ∧九条通∨ ↓西 |
| 南区                                                    | 国道1号 <油小路通> 堀川五条方面                         | <油小路通> 第二京阪方面                                 | 九条油小路                                              | -                                                       |                                                         | 東↑ ∧九条通∨ ↓西 |
| 南区                                                    | 国道1号 <油小路通> 堀川五条方面                         | <油小路通> 第二京阪方面                                 | 九条油小路                                              | 国道1号                                                 | 498.9                                                   | 東↑ ∧九条通∨ ↓西 |
| 南区                                                    | 近鉄京都線                                              | 近鉄京都線                                              | 東寺駅                                                  | 国道1号                                                 |                                                         | 東↑ ∧九条通∨ ↓西 |
| 南区                                                    | <猪熊通>                                                |                                                         |                                                         | 国道1号                                                 |                                                         | 東↑ ∧九条通∨ ↓西 |
| 南区                                                    | 府道114号七条大宮四ツ塚線 <大宮通>                      | <大宮通>                                                | 九条大宮                                                | 国道1号                                                 | 499.3                                                   | 東↑ ∧九条通∨ ↓西 |
| 南区                                                    | <壬生通>                                                | 国道1号 <京阪国道> 大阪方面                             | 京阪国道口                                              | 国道1号                                                 | 499.5                                                   | 東↑ ∧九条通∨ ↓西 |
| 南区                                                    | <壬生通>                                                | 国道1号 <京阪国道> 大阪方面                             | 京阪国道口                                              | 国道171号                                               | 0.0                                                     | 東↑ ∧九条通∨ ↓西 |
| 南区                                                    | <千本通>                                                | <千本通>                                                | 九条旧千本                                              | 国道171号                                               |                                                         | 東↑ ∧九条通∨ ↓西 |
| 南区                                                    | <新千本通>                                              | <新千本通>                                              | 九条新千本                                              | 国道171号                                               |                                                         | 東↑ ∧九条通∨ ↓西 |
| 南区                                                    | <七本松通>                                              | <七本松通>                                              | 九条七本松                                              | 国道171号                                               |                                                         | 東↑ ∧九条通∨ ↓西 |
| 南区                                                    | <御前通>                                                | <御前通>                                                | 九条御前                                                | 国道171号                                               |                                                         | 東↑ ∧九条通∨ ↓西 |
| 南区                                                    | 市道181号京都環状線 <西大路通>                          | 市道181号京都環状線 <西大路通>                          | 西大路九条                                              | 国道171号                                               | 1.2                                                     | 東↑ ∧九条通∨ ↓西 |
| 南区                                                    | 西高瀬川                                                | 西高瀬川                                                | 九条橋                                                  | 国道171号                                               |                                                         | 東↑ ∧九条通∨ ↓西 |
| 南区                                                    | <西小路通>                                              | <西小路通>                                              | 国道西小路                                              | 国道171号                                               |                                                         | 東↑ ∧九条通∨ ↓西 |
| 南区                                                    | 市道184号宇多野吉祥院線 <葛野大路通>                    | 国道171号 <葛野大路通>                                  | 葛野大路九条                                            | 国道171号                                               | 1.9                                                     | 東↑ ∧九条通∨ ↓西 |